# Hrvat (godišnjak)
Hrvat - muslimanski godišnjak je bio hrvatski muslimanski godišnji list. Izašao je broj za 1943. godinu (1362. po hidžretu).

## Vanjske poveznice
- Hrvati islamske vjere Hrvat muslimanski godišnjak (poveznica neaktivna)